# Kamienica Zygmunta Dejczmana

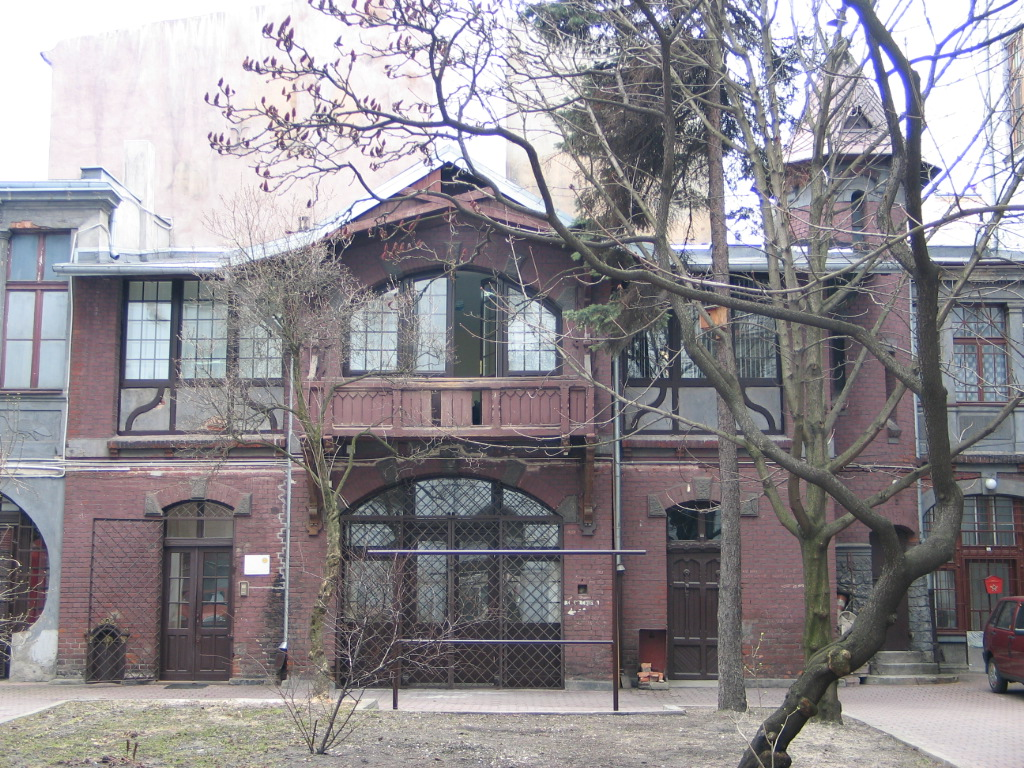
Pawilon przy kamienicy Heimanów (widok współczesny)

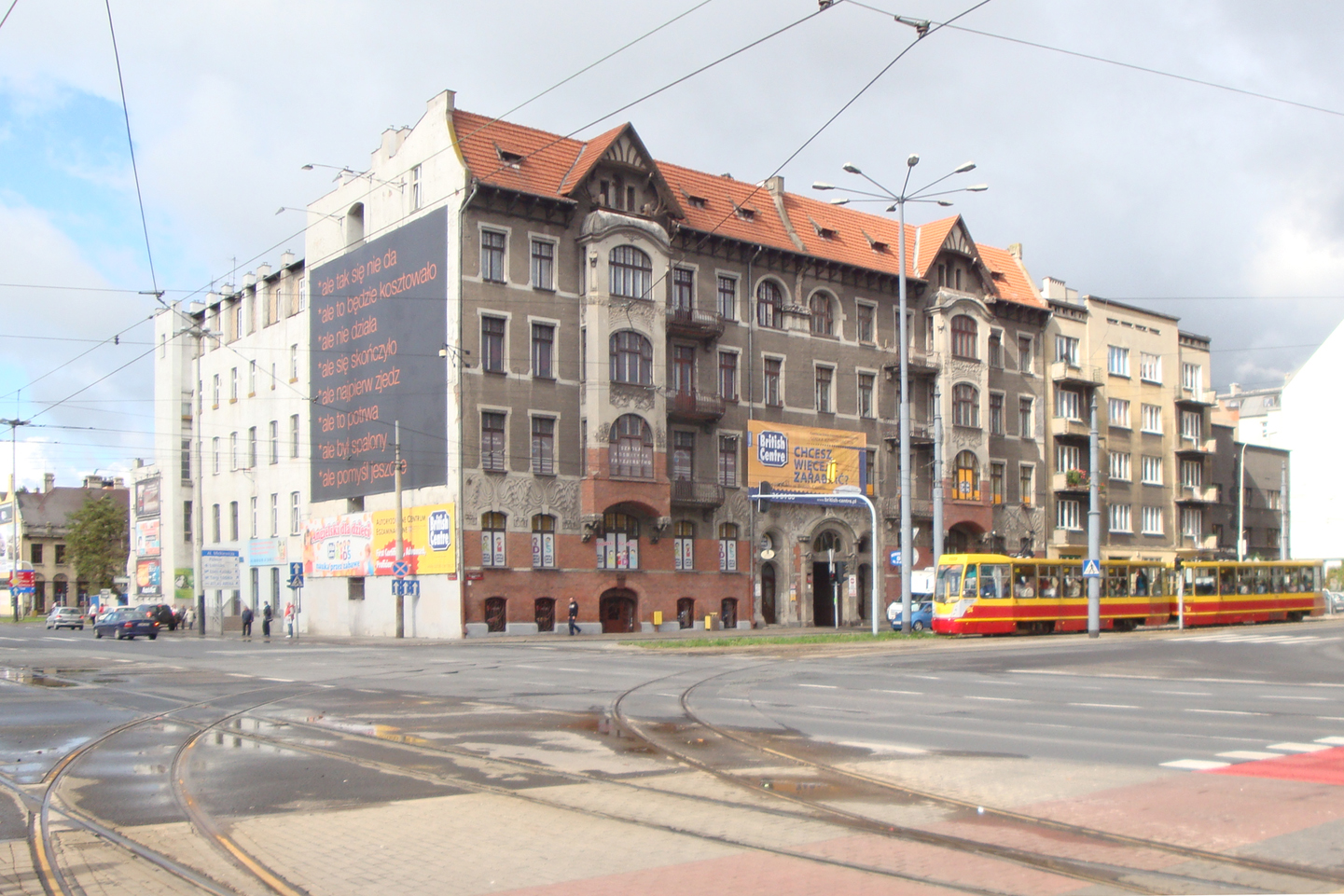
Secesyjna kamienica przy al. T. Kościuszki 93 stan 23 września 2013 r. przed generalną przebudową skrzyżowania

Kamienica Zygmunta Dejczmana zwana też kamienicą Heimanów – jeden z przykładów secesji w Polsce, znajdujący się w Łodzi przy al. T. Kościuszki 93 (dawniej Promenada 49). Jest to czterokondygnacyjny dom mieszkalny o luksusowych wielopokojowych mieszkaniach.

## Historia
Dom ten został zbudowany w dwóch etapach:
- W 1902 r. architekt Gustaw Landau-Gutenteger wykonał projekt tylko części kamienicy - połowy obecnego budynku. Budynek zbudowany na podstawie tego projektu istniał w niezmienionej formie do 1912 r.
- 5 stycznia 1911 r. małżeństwo Stanisław i Matylda z Poznańskich Heimann (nie spokrewnionych z Izraelem Poznańskim) kupili od Zygmunta Deutschmana (Dejczmana) plac z zabudowaniami przy Promenadzie 49 (obecnie al. T. Kościuszki 93) i dopiero w 1912 r. obiekt został rozbudowany w kierunku północnym, do dzisiejszej wielkości. Kierownictwo nadzoru budowlanego powierzono architektowi Romualdowi Millerowi.

Budynek po II wojnie światowej uległ daleko idącej dewastacji, został jednak z pietyzmem odtworzony przy remoncie wykonanym pod koniec XX wieku.
Budynek wpisany jest do rejestru zabytków pod numerem A/28 z 20.01.1971.

## Architektura
Pierwotny budynek, sprzed 1912 r. był kamienicą sześcioosiową. Na teren posesji prowadziła brama dwuskrzydłowa, z boku budynku, najprawdopodobniej właściciel, z braku środków, nie wybudował od razu tak dużej kamienicy jak to było pierwotnie zaplanowane. Niektórym oknom architekt nadał łuk półokrągły i spłaszczony, na fasadzie umieścił asymetryczny, trzykondygnacyjny wykusz, nakryty małym daszkiem. Nad drzwiami wejściowymi zaprojektował okna, o charakterystycznym nerkowym kształcie. Nakreślił również w projekcie dekoracje roślinne na fasadzie, a na balkonach kraty o płynnych falistych liniach. Projekt fasady był wskazówką, jakiego typu dekoracje należy zastosować, wiadomo jednak, czy budynek z 1902 r. nie był wykonany dokładnie według wskazań architekta.
W fasadzie budynku rozbudowanego w 1912 r., który przetrwał po rozbudowie w już niezmienionej formie, powtórzono rozwiązanie kompozycyjne z części pierwszej. Jest ona także sześcioosiowa z identycznym wykuszem i oknami o takim samym kształcie. Na fasadę nałożono dekorację, o motywach roślinnych, w formie łodyg, liści, rozwijających się pąków, kwiatów, owoców, igieł i szyszek jodły (pinii, kasztanowca, winogron, słoneczników, róż, maków i ulistnionych gałązek bluszczu. Fasadę urozmaica wprowadzony kontrast ciemnej, mocno wypalonej cegły, z szarym chropowatym oraz gładkim jasnym tynkiem. Dwie bramy wejściowe i jedna wjazdowa są asymetrycznie wkomponowane w budynek, z umieszczonymi ponad wejściami nerkowatymi oknami. W narożach bramy widnieją dwa płaskorzeźbione maszkarony.
Podwórze z małym zieleńcem zamyka od strony zachodniej równoległy murowany jednopiętrowy budynek, malowniczy pawilon z wieżyczką.
Na wysokości parteru, pod pierwszym piętrem biegnie, przez całą szerokość fasady, wykonany w jasnym gładkim tynku, fryz wijących się i przeplatających wstęg spiralnych. Po rozbudowie fasadę urozmaicały dwa wielkie wykusze, obejmujące trzy kondygnacje, nakryte dachami kopułkowymi, zwieńczone balustradą balkonu poddasza. Ponad nią ozdobny drewniany dach naczółkowy z trójkątnym szczytem z ryglówki.
Szczyty na osiach wykuszy są osłonięte okapem, wspartym na konstrukcji drewnianej, o płynnej falistej linii, a w dole szczytu występują wsporniki, w kształcie przypominającym wiązkę trzech łodyg. Wykusze ozdobione są liśćmi i owocami winogron, kwiatami maków i liśćmi kasztanowca. Na wysokości poddasza występuje jeszcze jeden, wąski fryz jodełkowy wykonany w tynku.
Balkony są lekko wybrzuszone, o płynnej linii, wsparte na żelaznych wspornikach, w kształcie na pół otwartej, jakby rozchylającej się gałązki kasztanowca. Fasada jest zwieńczona okapem, wspartym na wygiętych podporach drewnianych.
według opracowań Stanisława Łukawskiego